# Felipe Augusto de Almeida Monteiro
Felipe Augusto de Almeida Monteiro (n. 16 mai 1989), cunoscut ca Felipe sau Felipe Augusto, este un fotbalist brazilian retras din activitate care a evoluat pe postul de fundaș.

## Palmares

### Club
Corinthians
- Campeonato Brasileiro Série A: 2015
- Campeonato Paulista: 2013
- Recopa Sudamericana: 2013
- FIFA Club World Cup: 2012

Porto
- Primeira Liga: 2017–18
- Supertaça Cândido de Oliveira: 2018[1]

Atletico Madrid
- La Liga: 2020–21